# جورج سي سكوت

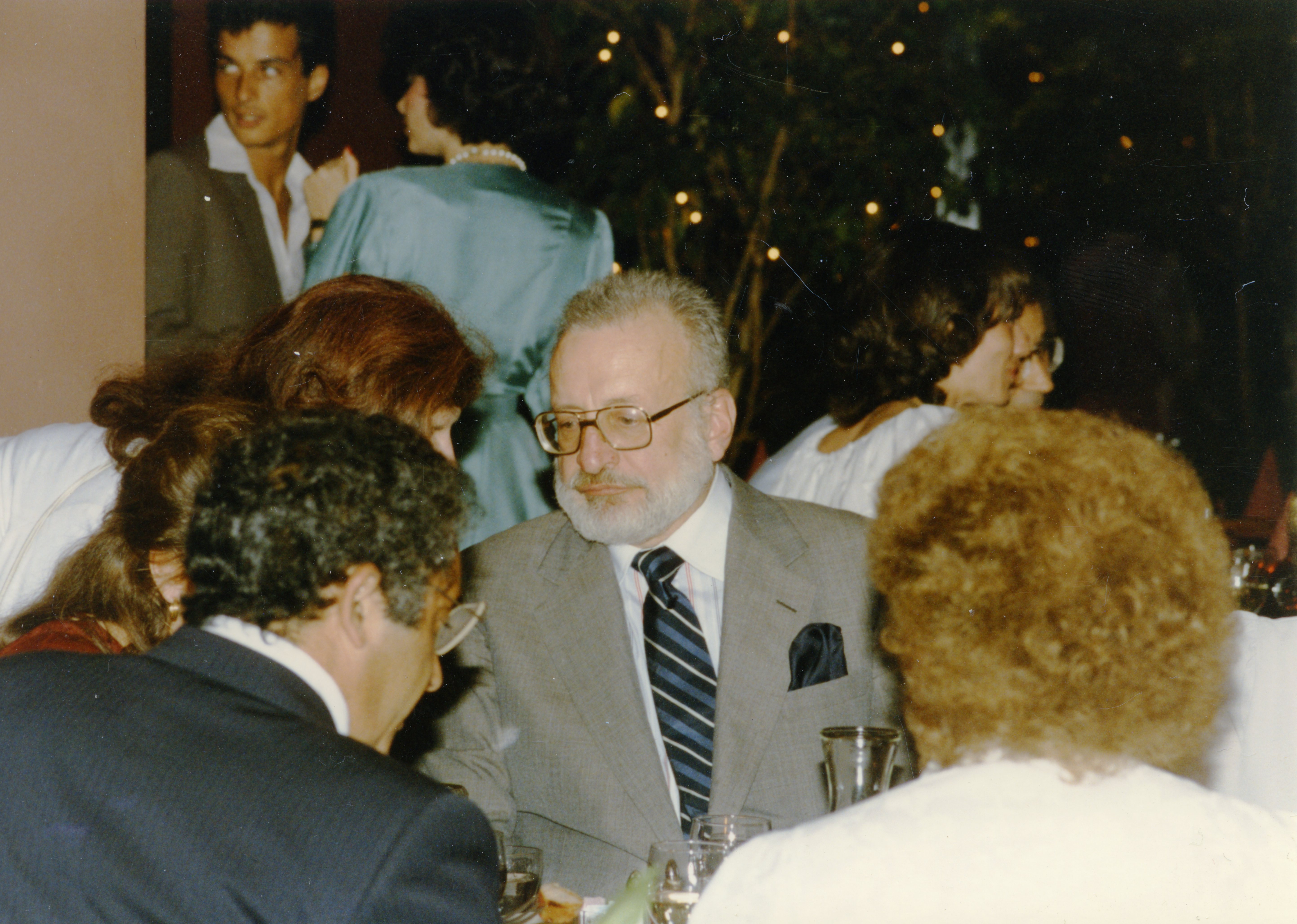
جورج سي سكوت 1984

جورج سي سكوت (بالإنجليزية: George C. Scott)‏ هو ممثل مسرحي وسينمائي، مخرج ومنتج أمريكي ولد يوم 18 أكتوبر 1927 وتوفي يوم 22 سبتمبر 1999. حاز على جائزة الأوسكار لأفضل ممثل عن فلم باتون الذي لعب فيه دور الجنرال الأمريكي جورج إس باتون، لكنه رفض الجائزة مُعلِّلا بأنه لا يعتبر نفسه في منافسة مع باقي الممثلين.

## روابط خارجية
- جورج سي سكوت على موقع IMDb (الإنجليزية)
- جورج سي سكوت على موقع الموسوعة البريطانية (الإنجليزية)
- جورج سي سكوت على موقع روتن توميتوز (الإنجليزية)
- جورج سي سكوت على موقع مونزينجر (الألمانية)
- جورج سي سكوت على موقع ألو سيني (الفرنسية)
- جورج سي سكوت على موقع ميوزك برينز (الإنجليزية)
- جورج سي سكوت على موقع تيرنر كلاسيك موفيز (الإنجليزية)
- جورج سي سكوت على موقع أول موفي (الإنجليزية)
- جورج سي سكوت على موقع قاعدة بيانات برودواي على الإنترنت (الإنجليزية)
- جورج سي سكوت على موقع قاعدة بيانات الأفلام السويدية (السويدية)